# Cry (sång av Dotter)
Cry är en låt av svenska sångerskan Dotter. Låten skrevs av Dotter själv tillsammans med Thomas G:son, Linnea Deb och Peter Boström. Den deltog i Melodifestivalen 2018 och placerade sig på sjätte plats i den tredje semifinalen. 